# Zoner Press
Zoner Press je brněnské vydavatelství, které vzniklo v roce 2004. Je jednou z divizí společnosti ZONER software, a. s.
Vydavatelství je zaměřeno na překladové a původní české publikace. Na českém knižním trhu si Zoner Press získal své postavení díky široké produkci literatury pro fotografy všech úrovní, od začínajících až po velmi pokročilé amatéry i profesionály. Velmi oblíbené jsou knihy v edici kreslení, malování, hobby a tvořivost, řada titulů je pro velký úspěch několikrát dotiskována. V nabídce nechybí literatura k osobnímu rozvoji, zdravému životnímu stylu, podnikání, financím, ale i knihy pro děti, tedy literatura pro celou rodinu. Svoji knihu si v nabídce Zoner Press najdou i příznivci literatury historické a válečné. Řada knih z vlastní produkce vychází také jako e-knihy.
I přesto, že jde vydavatelství převážně cestou praktických příruček, návodů a odborných a populárně naučných knih, nabídka je doplněna také o beletrii (např. Světová válka Z a Devoluce - Max Brooks) a překlady světových bestsellerů, jako například The Beatles Get Back, Příliš mnoho a nikdy dost (Mary L. Trumpová) , To nevymyslíš (Kevin Hart), Skvělá domácnost (Martha Stewartová), Svět podle Naly (Dean Nicholson), Hraj fér a vyhraj (Michael Dell) a další zajímavé tituly.
Vzhledem k tomu, že Zoner Press působí také jako knižní distribuce, zastupující společnosti jako například Jan Melvil Publishing, Extra Publishing, Motiv Press, Impossible, je nabídka rozšířena o další zajímavé žánry (omalovánky, hudba, kuchařky, diety, zdraví).